# Kernenergiecentrale Shika
Kernenergiecentrale Shika (Japans: 志賀原子力発電所, Shika genshiryoku hatsudensho) is een kerncentrale in de gemeente Shika in de prefectuur Ishikawa in Japan. De centrale beschikt over 2 reactoren en kan een vermogen van 1898 MW produceren.
Fugen ·
Fukushima I ·
Fukushima II ·
Genkai ·
Hamaoka ·
Higashidōri ·
Ikata ·
JPDR ·
Kashiwazaki-Kariwa ·
Mihama ·
Monju ·
Oi ·
Oma ·
Onagawa ·
Sendai ·
Shika ·
Shimane ·
Takahama ·
Tokai ·
Tomari ·
Tsuruga